# Museo del marmo (Carrare)

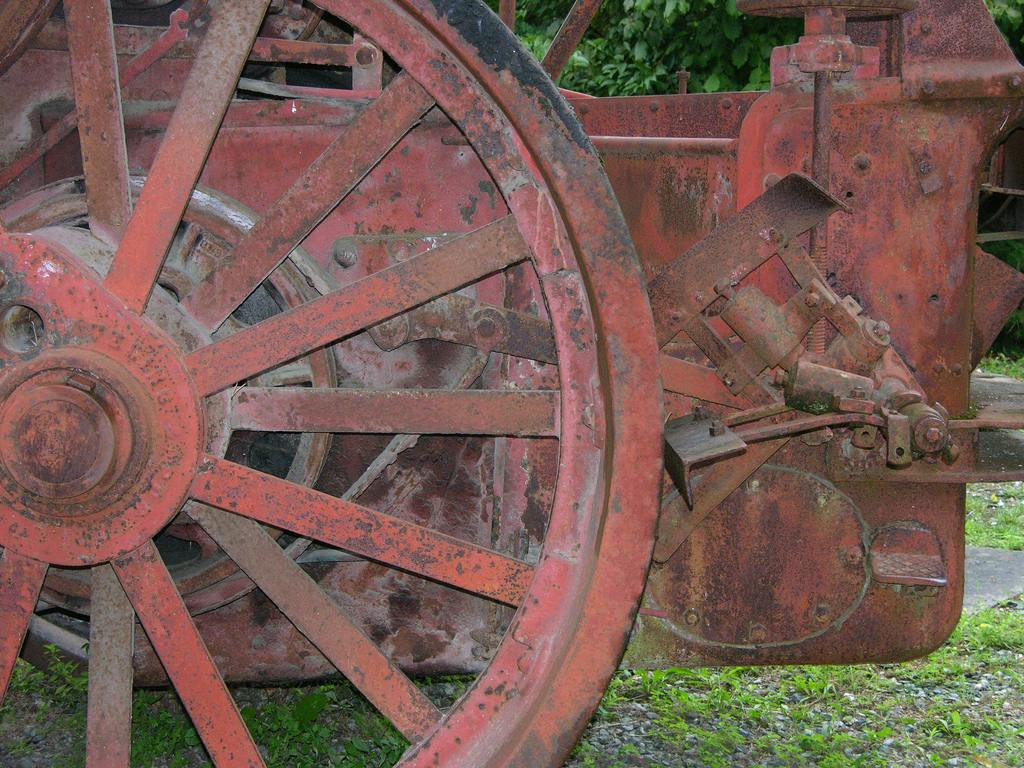
Roue d'un ancien treuil à câble métallique.

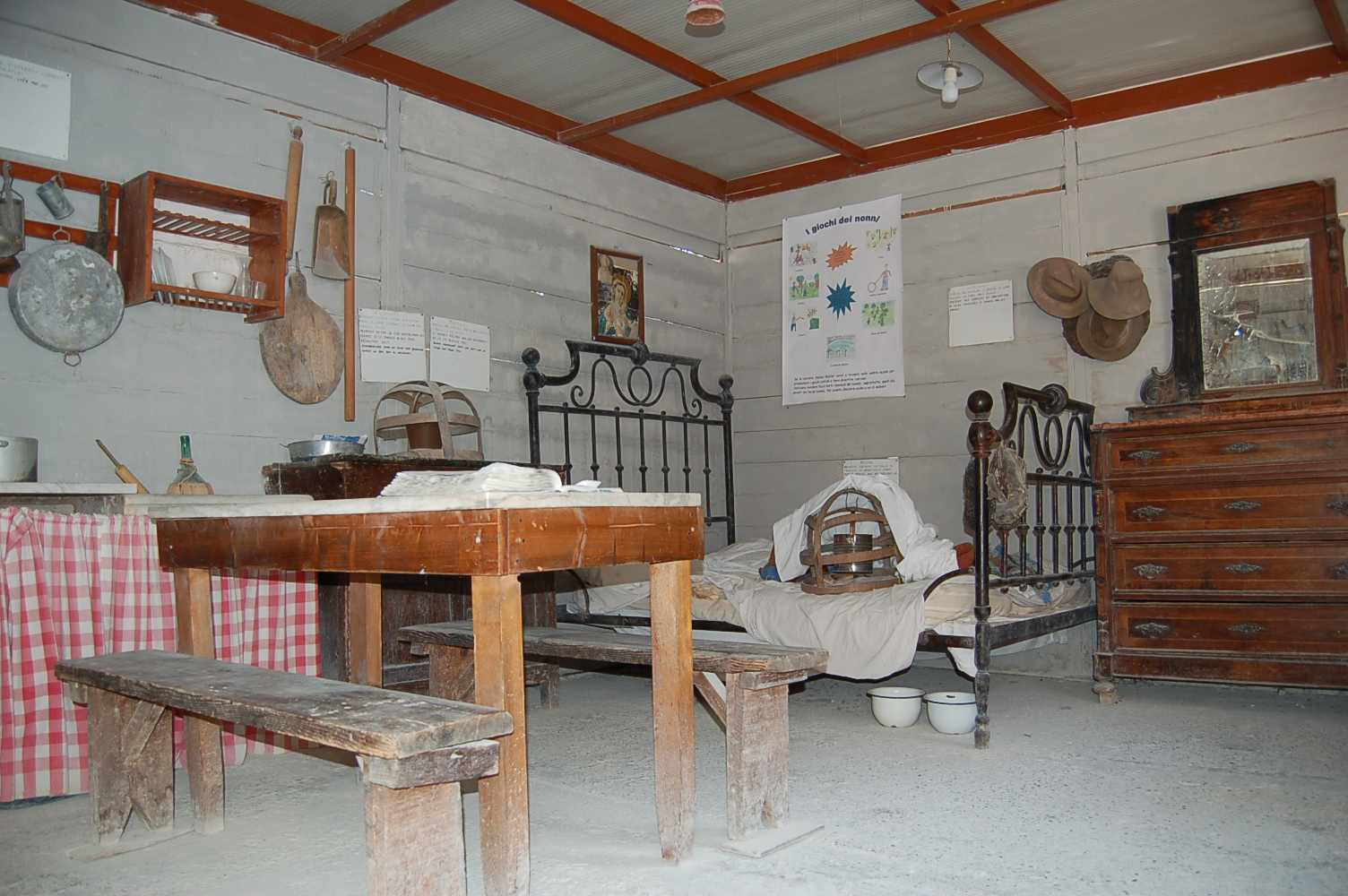
Reconstitution d'un habitat d'un carrier.

Le museo del marmo est un musée municipal consacré à l'histoire et au travail du marbre dans les alpes Apuanes, depuis la Rome antique jusqu’à nos jours, situé à Carrare en Toscane.

## Présentation
Officiellement fondé en 1982 par la municipalité de Carrare, il est le premier musée public de la ville construit pour documenter et promouvoir la culture locale du marbre. Le musée est situé dans l'ancien siège de la chambre de commerce, qui a accueilli dans les années 1970, la Mostra Nazionale del Marmo (Exposition nationale de marbre).
Le musée s'articule autour de six sections : archéologie romaine, histoire du territoire, archéologie industrielle, application technique, moules en plâtre et sculpture moderne.
À l'intérieur se trouvent 114 échantillons-types de marbre extrait des Alpes apuanes, cartes topographiques historiques, dessins et plans archéologiques de Luni et de son territoire ainsi que des photographies aériennes et à l'infrarouge. 
Particulièrement intéressantes sont la reproduction de la Table de Peutinger et la reconstruction en marbre de l'épigramme Salvioni, le plus ancien document écrit de l'histoire de Carrare.
Outre l'importante « marbrothèque », le musée accueille, en extérieur, des machineries d'époque comme un tracteur à vapeur du XIXe siècle utilisé pour le transport des blocs, un wagon du chemin de fer des carrières
, deux anciens élévateurs à vis (dont un du XVIIIe siècle), et un des premiers marteaux pneumatiques.
En 1994, il a été ouvert un espace d'exposition consacré à la restauration du Dôme de Carrare, avec le remplacement des parties usées par le temps et les intempéries.
Récemment, l'aménagement muséal a été complété par un espace multimédia qui permet d'illustrer, à l'aide des nouvelles technologies numériques, tous les aspects de la culture millénaire du marbre provenant du territoire de Carrare.

## Sources
- (it + en) Museo del marmo e dei beni culturali della città di Carrara